# Kanton Mouy
Kanton Mouy (fr. Canton de Mouy) je francouzský kanton v departementu Oise v regionu Hauts-de-France. Skládá se z 35 obcí. Před reformou kantonů 2014 ho tvořilo 11 obcí.

## Obce kantonu
od roku 2015:
| - Angy - Ansacq - Bailleul-sur-Thérain - Bonlier - Bresles - Bury - Cambronne-lès-Clermont - Le Fay-Saint-Quentin - Fontaine-Saint-Lucien - Fouquerolles - Guignecourt - Haudivillers - Heilles - Hermes - Hondainville - Juvignies - Lafraye - Laversines | - Litz - Maisoncelle-Saint-Pierre - Mouy - Neuilly-sous-Clermont - La Neuville-en-Hez - Nivillers - Oroër - Rémérangles - Rochy-Condé - La Rue-Saint-Pierre - Saint-Félix - Therdonne - Thury-sous-Clermont - Tillé - Troissereux - Velennes - Verderel-lès-Sauqueuse |

před rokem 2015:
- Angy
- Ansacq
- Bury
- Cambronne-lès-Clermont
- Heilles
- Hondainville
- Mouy
- Neuilly-sous-Clermont
- Rousseloy
- Saint-Félix
- Thury-sous-Clermont